# هولدنشتدت
هولدنشتدت (به آلمانی: Holdenstedt) یک منطقهٔ مسکونی در آلمان است که در آل‌اشتد واقع شده‌است. هولدنشتدت  ۷۳۴ نفر جمعیت دارد.